# Fontaine-Raoul
 Fontaine-Raoul  es una población y comuna francesa, en la región de Centro, departamento de Loir y Cher, en el distrito de Vendôme y cantón de Droué.

## Demografía
| 343 | 281 | 208 | 209 | 178 | 197 |
| Para los censos de 1962 a 1999 la población legal corresponde a la población sin duplicidades (Fuente: INSEE [Consultar]) |     |     |     |     |     |